# Mid of the night
Mid of the night (middernacht) is een compositie van Frank Bridge. De originele titel luidde Symphonic poem for orchestra.

## Inleiding
Het was zijn eerste werk in het genre symfonie/symfonisch gedicht. Bridge had net het Royal College of Music (RCM) verlaten en liet dus de opleiding die hij had gekregen door Charles Villiers Stanford achter zich. Hij wilde niet terugkijken op de symfonische gedichten van Johannes Brahms of Antonin Dvorak, hij wilde recentere voorbeelden volgen zoals Pjotr Iljitsj Tsjaikovski. Toch had het meer klassiek structuur van een symfonische gedicht dan andere werken uit 1904. Een sonatevorm met thema en herhaling daarvan zaten in het stuk.

## Uitvoering
Het is niet bekend of Bridge het werk zelf wel waardeerde. Bridge maakte in het jaar van uitvoering deel uit van het English String Quartet dat toen muziek van Claude Debussy speelde en dat is totaal andere muziek dan Mid of the night. Bridge dirigeerde de eerste uitvoering op 20 mei 1904 tijdens het eerste concert in de reeks Patron's Fund (concertreeks voor nieuwe muziek van aankomend talent) gewijd aan orkestmuziek van het RCM. Daarna verdween Mid of the night in de la en op de plank. Chandos, die het als “eerste opname” vermeldt, meldt tevens dat toen het werd opgenomen op 26 en 27 september 2000 het de tweede keer was dat het werk werd uitgevoerd.
Bridge had zelf een voorwoord:

Comes the mid of the night, ends for a while the brooding

Up from the depths of the soul memories well into life

Emblazened (sic) against the night more and more real they are growing

Comes the approach of dawn and they die in the bleak grey light. 

Het werk wordt in diverse tempi gespeeld: Andante – allegro moderato – poco piu mosso – andante moderato – allegro moderato – andante moderato – piu lento.

### Programma 20 mei 1904
Op het programma van de avond van 20 mei 1904 stonden allerlei werken die daarna in de vergetelheid raakten:
- Henry Geehl: In the Harz Mountains
- Frank Bridge: The hag
- William Hurlstone: Fantasie-variations on a Swedish theme
- A von Ahn Carse: Scena Manfred-soliloquy
- Frank Bridge : Symphonic poem for orchestra
- York Bowen: Overture
- Paul Corder : Scena Grettir’s departure
- Gustav von Holst : Suite de ballet in Es voor orkest opus 10 (later genummerd H.43 in de Imogen Holst-catalogus uit 1974)

Alle werken werden door de componisten zelf gedirigeerd, Stanford dirigeerde echter Corders en Hurlstone inzendingen.
Het programma werd samengesteld uit een reeks ingezonden werken. Door een niet aangegeven jury vervielen uitvoeringen van:
- Benjamin Dale: Concertstuk voor orgel en orkest
- Thomas Frederick Dunhill: Concertstuk voor viool
- Ralph Vaughan Williams : Heroic elegy
- Haydn Wood: Suite

Plaats van het concert was de St. James’s Hall, die het jaar daarop gesloopt werd, uit zakelijk belang voor de Queen’s Hall, waar de concertreeks een voortgang vond.

## Orkestratie
- 3 dwarsfluiten waarvan 1 ook piccolo, 2 hobo’s waarvan 1 ook althobo, 2 klarinetten, 2 fagotten
- 4 hoorns, 2 trompetten, 3 trombones, tuba
- pauken, 1 man/vrouw percussie voor bekkens
- violen, altviolen, celli, contrabassen

## Discografie
- Uitgave Chandos: BBC National Orchestra of Wales o.l.v. Richard Hickox (in 2012 nog steeds de enige opname); De uitgave vermeldde abusievelijk 29 mei als premièredatum.